# Giovanni da Rimini

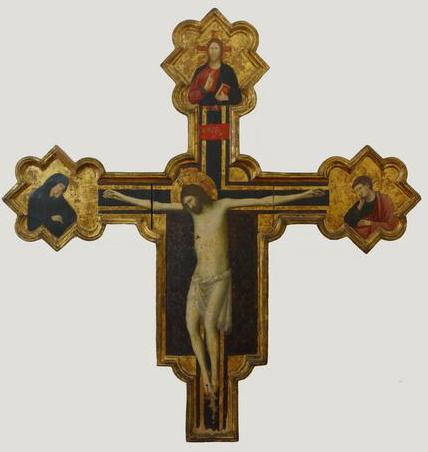
Crocifisso, Museo della città di Rimini

Giovanni da Rimini (Rimini, XIII secolo – Rimini, XIV secolo) è stato un pittore italiano.

## Biografia
Fu uno dei fondatori della cosiddetta scuola riminese, città in cui lavorò per pochi anni Giotto. Le novità introdotte da Giotto ebbero un'eco immediata sugli artisti locali, come testimonia il Crocifisso datato 1309 di Giovanni da Rimini presso la chiesa di San Francesco di Mercatello sul Metauro, strettamente legato al modello di Giotto. Vasari stesso lo citò tra i migliori seguaci di Giotto in assoluto, insieme ad Ottaviano da Faenza e Guglielmo da Forlì.

La data esatta della sua nascita è sconosciuta. Il primo documento che lo cita è del 22 marzo 1292, quando viene effettuato un pagamento da parte di “Iohannes pictor suo nomine et fratrum” per l'affitto enfiteutico di un terreno di proprietà dell'ospedale di San Lazzaro. Ulteriori ricerche hanno permesso di individuare altri riferimenti simili a questo pittore. Nel dicembre 1292 compare come testimone e nel dicembre 1299 è citato un pagamento effettuato da “Zanutius consanguineus Zagnoni pictoris”. Un documento significativo del 4 gennaio 1300 conferma anche il rinnovo del contratto di locazione di una casa. Sebbene la data di nascita esatta del pittore rimanga sconosciuta, questi documenti forniscono informazioni sulle sue attività e sui suoi legami a Rimini in questo periodo. Morì probabilmente prima del 1338, quando il terreno venne locato ad altri.

## Giovanni da Rimini e Giotto
La presenza di Giotto a Rimini intorno al 1300 è confermata da una serie di opere figurative che mostrano una profonda identificazione naturalistica rispetto alle croci del Duecento e derivazioni iconografiche specifiche. Queste derivazioni sono influenzate dal Crocifisso che Giotto realizzò per la chiesa di San Francesco a Rimini (ora Tempio Malatestiano) o, secondo Boskovits, da un prototipo simile a quello della chiesa di Santa Maria Novella a Firenze. I terminali della croce di Talamello riflettono probabilmente quelli della croce malatestiana di Giotto, di cui però si sono perse le tracce. La figura di Cristo nel dipinto di Talamello mostra anticipazioni delle caratteristiche giottesche nel perizoma con pieghe fitte, nel volto con palpebre allungate, nella barba e nei capelli che sono resi in modo realistico. Queste caratteristiche sono costanti nelle opere di Giotto, a partire dalla sua prima fase.

## Opere
- Madonna col Bambino e cinque Santi, Pinacoteca Comunale di Faenza;
- Crocifisso, Museo della città, Rimini;
- Crocifisso, firmato e datato 1309 o 1314, chiesa di San Francesco di Mercatello sul Metauro (Pesaro e Urbino);
- Sei Storie di Cristo, Palazzo Barberini, Galleria Nazionale d'Arte Antica, Roma già parte di dittico con Storie della Vergine e di altri Santi, National Gallery, Londra (dono promesso da Leonard Lauder; già collezione Northumberland, Alnwick Castle);
- Storie della Vergine, affreschi del campanile della chiesa di Sant'Agostino, Rimini.